# Giravaru (Atollo di Kaafu)
Giravaru è un'isola dell'atollo di Malé (amministrativamente atollo Kaafu) che oggi ospita un resort turistico; in passato è stata abitata dalla popolazione dei Tivaru. Si trova nella parte sud-occidentale della laguna a nord dell'atollo di Malé.

## Fatti storici e antropologici
Gli isolani di Giravaru avevano alcune usanze proprie: le donne, per esempio, usavano indossare distintivi panni bianchi di stoffa sui libaas al posto dei soliti disegni maldiviani a fili dorati o argentati.
Nel 1968 la comunità dell'isola era ridotta a pochi membri a causa della forte erosione. Il popolo di Giravaru è stato reinsediato nella vicina isola di Hulhulé, nella parte orientale della laguna dell'atollo di Malé. Al tempo dello spopolamento su Giravaru c'era solo qualche palma e l'acqua nei pozzi era diventata salina.
Quando l'aeroporto di Hulhulé, oggi Aeroporto Internazionale di Malé, fu ampliato, la comunità fu trasferita nella parte occidentale del distretto di Maafanu di Malé. La cultura Giravaru assimilata con la società di Malé si ampliò.
È improbabile che gli isolani di Giravaru siano stati i primi coloni delle Maldive, in quanto ciò è detto sulla base di miti e leggende. Dal punto di vista antropologico ci furono, e ci sono ancora, altri gruppi distinti di persone nelle Maldive, come nell'atollo di Huvadhu, con costumi, abitudini e addirittura lingue molto diverse. Tuttavia, gli isolani di Giravaru hanno attirato molta più attenzione a causa della loro vicinanza alla capitale.
Gli isolani di Malé e la corte reale sono stati affascinati dal carattere distintivo degli isolani di Giravaru per secoli.